# Wołyńce (województwo mazowieckie)
Wołyńce – wieś w Polsce położona w województwie mazowieckim, w powiecie siedleckim, w gminie Siedlce. Przez wieś przebiega droga powiatowa Siedlce - Domanice.
W Wołyńcach znajduje się rzymskokatolicka parafia  św. Józefa Robotnika (dekanat Domanice). 
W latach 1975–1998 miejscowość należała administracyjnie do województwa siedleckiego.